# Råggärds kyrka
Råggärds kyrka är en kyrkobyggnad som sedan 2022 tillhör Färgelanda-Högsäters församling (2010–2019 Järbo-Råggärds församling och tidigare Råggärds församling) i Karlstads stift. Den ligger i kyrkbyn Råggärd i Färgelanda kommun. 

## Kyrkobyggnaden
En tidigare träkyrka på platsen var uppförd på medeltiden och hade en okänd utformning. Enligt uppgift skall denna kyrka ha rivits omkring år 1770.
Nuvarande träkyrka uppfördes 1734–1736 och har sedan byggnadstiden i stort sett behållit samma form. Den består av ett långhus med tresidigt kor i nordost. Vid korets norra sida finns en utbyggd sakristia. Vid korets södra sida finns ett utbyggt vapenhus, som möjligen kan ha tillkommit under senare delen av 1800-talet. Vid långhusets nordvästra sida finns kyrktorn med vapenhus.

## Inventarier

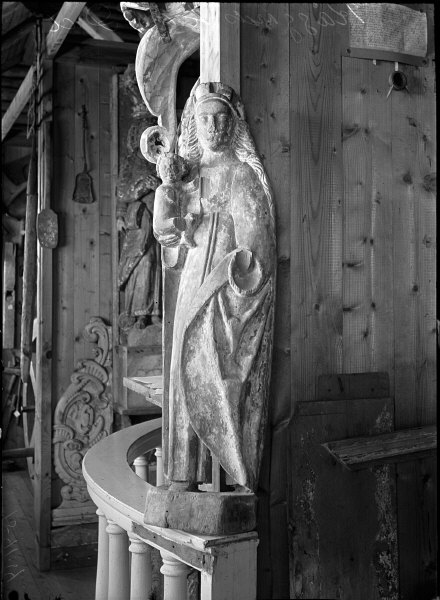
Madonnafiguren

- Dopfunten av täljsten är från 1200-talet. Den ursprungliga cuppan är inte bevarad, utan den upp-och-ned-vända foten får tjänstgöra. Den är hårt restaurerad och jämnslipad. Skaftet har en repstav. En nytillverkad fot av granit har tillkommit. Uttömningshål finns i funtens mitt.[1]
- En stående madonnafigur med barnet från 1400-talet.
- Altaruppsatsen är utförd 1771 av skomakare Karl Dahlström.
- Nuvarande predikstol är byggd 1845. Predikstolen har en rund korg och saknar baldakin.

### Orgel
Den pneumatiska orgeln på läktaren i väster är tillverkad 1935 av Olof Hammarberg, Göteborg och till synes orörd sedan byggnadstiden. Den har sju stämmor fördelade på manual och pedal. Den har tre fasta kombinationer och ett tonomfång på 56/30.
| Manual            | Pedal               | Koppel     |
| Borduna 16´       | Subbas 16´ (tr man) | Man/Ped    |
| Principal 8´      |                     | Man 4'/Man |
| Gedakt 8´         |                     |            |
| Salicional 8'     |                     |            |
| Oktava 4'         |                     |            |
| Rörflöjt 4'       |                     |            |
| Oktava 2'         |                     |            |
| Crescendosvällare |                     |            |